# Livre IX des Éléments d'Euclide
Le livre IX des Éléments d'Euclide poursuit l'étude de l'arithmétique, commencée dans les livres VII et VIII. On y prouve plusieurs théorèmes majeurs : l'infinité des nombres premiers, la somme des termes d'une suite géométrique et la forme des nombres parfaits pairs. 
Il comporte 36 propositions.

## Les propositions
Elles concernent :
- Propriétés des nombres carrés et cubes. Deux nombres plans semblables ont pour produit un carré (prop. 1) et réciproquement (prop. 2). Le carré d'un cube est un cube (prop. 3). Le produit de deux cubes est un cube (prop. 4 à 6). Dans une suite géométrique d'entiers débutant par l'unité, les termes de rang 2n+1 sont des carrés, les termes de rang 3n+1 sont des cubes. Les termes de rang 6n+1 un carré et un cube simultanément (prop. 8). Si le second terme est un carré, tous les termes sont des carrés. Si le second terme est un cube, tous les termes sont des cubes (prop. 9 et 10).
- Propriétés des suites géométriques. On poursuit l'étude des suites géométriques d'entiers, commencée dans le livre VIII. Si une suite géométrique débute par l'unité, alors un nombre premier divisant le dernier terme divise aussi le second (prop. 12). Si le second terme est un nombre premier, aucun autre nombre premier ne divisera le plus grand (prop. 13). Si une suite géométrique est constituée de trois termes premiers entre eux, la somme de deux termes est première avec le troisième (prop. 15). La prop. 16 énonce qu'une suite de deux nombres premiers entre eux ne peut être prolongée, et la prop. 17 la généralise à une suite quelconque dont les extrêmes sont premiers entre eux. La prop. 35 donne l'expression de la somme des termes d'une suite géométrique : si tant de nombres qu'on voudra sont successivement proportionnels, et si du second et du dernier terme on retranche un nombre égal au premier, l'excès du second sera au premier comme l'excès du dernier est à la somme de tous ceux qui sont avant lui.
- Propriété des nombres premiers. La prop. 20 est l'une des plus connues. Elle énonce que les nombres premiers sont en plus grande quantité que toute quantité proposée de nombres premiers, autrement dit, ils sont en quantité infinie. La démonstration consiste à prendre des nombres premiers en quantité donnée, a, b, c, ..., et à ajouter 1 à leur PPCM. Euclide montre alors que tout diviseur premier du nombre obtenu (ou ce nombre lui-même s'il est premier) est un nouveau nombre premier.
- Propriétés de parité des entiers. Les prop. 21 à 34 énoncent un certain nombre de propriétés sur la parité des entiers, par exemple, la somme d'un nombre pair d'entiers impairs est paire (prop. 22), le produit d'un impair par un impair est impair (prop. 29).
- Forme des nombres parfaits pairs. Le livre se termine par la prop. 36, qui donne la forme des nombres parfaits pairs : si, à partir de l'unité, tant de nombres qu'on voudra sont successivement proportionnels en raison double, jusqu'à ce que leur somme soit un nombre premier, et si cette somme multipliée par le dernier nombre fait un nombre, le produit sera un nombre parfait. Ainsi, 1 + 2 = 3 et 3 × 2 = 6 qui est parfait. Ou bien 1 + 2 + 4 = 7 et 7 × 4 = 28 qui est parfait. La condition donnée par Euclide est seulement suffisante pour obtenir un nombre parfait pair, et c'est Euler qui prouvera qu'elle est nécessaire.